# Aleksandre Toradse

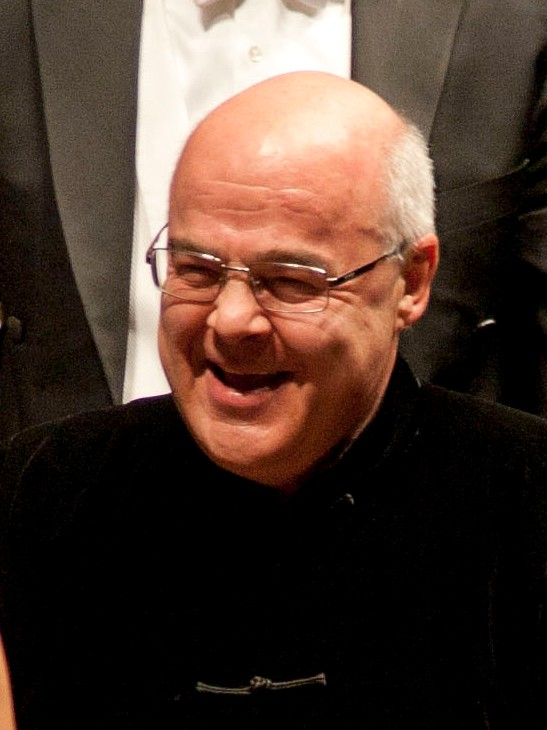
Toradse im Jahr 2014

Aleksandre Toradse (georgisch ალექსანდრე თორაძე, auch: Alexander Toradze; * 30. Mai 1952 in Tiflis; † 11. Mai 2022 in South Bend, Indiana) war ein georgischer Pianist.

## Leben
Aleksandre Toradse ist ein Sohn des Komponisten Dawid Toradse (1922–1983) und der Schauspielerin Liana Assatiani (1925–2014). Am Moskauer Konservatorium studierte er bei Jakow Sak und Lew Naumow. 1977 gewann er den 2. Preis bei der Van Cliburn International Piano Competition in Fort Worth, Texas. Nach Abschluss seines Studiums im Jahr 1978 wurde er in Moskau kurze Zeit später Professor und konzertierte zudem regelmäßig in der Sowjetunion. Während einer Tournee durch Spanien im Jahr 1983 entschloss er sich, im Westen zu bleiben und übersiedelte in die Vereinigten Staaten, wo er seine Laufbahn als Konzertpianist erfolgreich fortsetzte.
1991 wurde Toradse Professor für Klavier an der Indiana University South Bend und lehrte dort bis 2017.
Toradse spielte vorwiegend romantische Musik, vor allem von russischen Komponisten wie Rachmaninow, Prokofjew, Strawinski und Tschaikowski. Er nahm für die Label Philips und EMI Platten auf. Bemerkenswert ist seine Aufnahme von Prokofjews fünf Klavierkonzerten mit Waleri Gergijew und dem Kirow-Orchester.
Toradse spielte mit allen größeren US-amerikanischen Orchestern und war bekannt dafür, dass er vor seinen Auftritten betete.